# Форстайм
Форстайм (фр. Forstheim) — коммуна на северо-востоке Франции в регионе Гранд-Эст (бывший Эльзас — Шампань — Арденны — Лотарингия), департамент Нижний Рейн, округ Агно-Висамбур, кантон Рейшсоффен.
Площадь коммуны — 5,05 км², население — 529 человек (2006) с тенденцией к росту: 576 человек (2013), плотность населения — 114,1 чел/км².

## Население
Население коммуны в 2011 году составляло 571 человек, в 2012 году — 574 человека, а в 2013-м — 576 человек.
| 1962 | 1968 | 1975 | 1982 | 1990 | 1999 | 2006 | 2008 | 2011 | 2012 | 2013 |
| ---- | ---- | ---- | ---- | ---- | ---- | ---- | ---- | ---- | ---- | ---- |
| 487  | 492  | 459  | 480  | 561  | 577  | 529  | 543  | 571  | 574  | 576  |

Динамика населения:

## Экономика
В 2010 году из 407 человек трудоспособного возраста (от 15 до 64 лет) 317 были экономически активными, 90 — неактивными (показатель активности 77,9%, в 1999 году — 77,9%). Из 317 активных трудоспособных жителей работали 297 человек (169 мужчин и 128 женщин), 20 числились безработными (7 мужчин и 13 женщин). Среди 90 трудоспособных неактивных граждан 25 были учениками либо студентами, 37 — пенсионерами, а ещё 28 — были неактивны в силу других причин.